# 武威东站
武威东站位于中华人民共和国甘肃省武威市凉州区发放镇，经过铁路兰张高铁，是武威城区首个高铁站，于2024年6月29日正式开通运营。

## 车站设计
武威东站整体装饰和设计体现了武威悠久的历史文化底蕴，整体设计主题为“汉唐古韵，凉州新章”，仿汉唐时期建筑的古韵同时采用现代化材料及结构以呼应主题，站名设计采用了史学家、书法学家高度赞赏的武威汉简字体，室内设计整体以浅灰色为主，沙黄色为辅，对应汉简特色和设计主题。。
武威东站是线侧下式站房，建筑总面积11,999平方米，建筑高度21.5米，车站站房主体两层，最高聚集人数1500人，站台设置为3台7线。

## 历史沿革
2018年
5月29日，甘肃省住房和城乡建设厅发布《关于新建铁路兰州至张掖三四线中川机场至武威段规划选址的公示》，确定修建武威东站、古浪北站、天祝西站、黑松驿站等5个车站
11月8日，中铁第一勘察设计院集团有限公司发布《新建铁路兰州至张掖三四线中川机场至武威段环境影响评价信息第二次公示》，其中武威东站设计为三台八线，并设有救援车间、维修车间及存车线两条，预留存车线三条。
2019年1月，中铁第一勘察设计院集团有限公司发布《新建铁路兰州至张掖三四线中川机场至武威段环境影响报告书》，武威东站设计改为三台七线，保留维修车间，不设救援车间及存车线，预留存车线五条。
2022年10月，武威东站开工建设
2023年
3月27日，武威东站完成主体结构封顶
7月1日，武威东站综合客运枢纽及停车场项目主体封顶
11月，武威东站进行内部装修施工
2024年
3月15日，试验车开始静态参数检测
3月28日，启动全线联调联试
5月8日，中川机场至武威东进入30天的运行试验阶段
6月14日，中川机场至武威段通过初步验收
6月28日，中川机场至武威段官宣将于6月29日正式开通运行
6月29日，武威东站举行首发仪式，上午10时50分首班车C9832于武威东站出发
9月6日，中兰客专甘肃段兰州枢纽标工程通车，武威东车次按第三季度运行图运营。

## 车次
2024年6月29日起，由于中兰客专甘肃段兰州枢纽标工程的工期延后以及兰州西高普联络线接发列车能力有限，兰张高铁兰武段执行临时运行图并于兰州西普速场办理客运业务，分号图期间安排兰州西～武威东8对，银川～武威东2对。
| 目的地 | 铁路局 | 对数 | 武威东始发               | 武威东终到               |
| ------ | ------ | ---- | ------------------------ | ------------------------ |
| 兰州西 | 兰州局 | 8    | C9832/4/6/8, C9840/2/4/6 | C9831/3/5/7/9, C9841/3/5 |
| 银川   | 兰州局 | 2    | C9692/4                  | C9691/3                  |

2024年9月6日起，武威东站安排运行车次15对，其中增开12对；武威东～西安北2对，武威东～兰州西6对，武威东～华山北1对，武威东～银川2对，武威东～天水南1对。变更运行区间3对，西安北～兰州西D2693/D2658次延长至武威东，西安北～西宁D2719/D2726次变更为西安北～武威东，太原南～兰州西D2568/D2567次延长至武威东。
2024年10月20日起，武威东～银川D8951/2次，武威东～兰州西D8885/6停止运营。
2024年11月9日起，增开临客武威东～西安北D4691/2次，武威东～兰州西D9810/09次列车。
2025年1月5日起，增开2对，武威东～西安北D2638/7，武威东～兰州西D8886/5；增开武威东～兰州西高峰线3对；变更运行区间1对，武威东～太原南D2658/7延长至大同南；停运1对，武威东～天水南D8927/8。
| 目的地        | 铁路局 | 对数 | 武威东始发                               | 武威东终到                               |
| ------------- | ------ | ---- | ---------------------------------------- | ---------------------------------------- |
| 兰州西        | 兰州局 | 6    | D8882, D8884, D8886, D8888, D8890, D8892 | D8881, D8883, D8885, D8887, D8889, D8891 |
| 兰州西 (高峰) | 兰州局 | 3    | C9832, C9834, C9836                      | C9831, C9833, C9835                      |
| 银川          | 兰州局 | 1    | D8952, D8954                             | D8951, D8953                             |
| 太原南大同南  | 兰州局 | 1    | D2568                                    | D2567                                    |
| 华山北        | 兰州局 | 1    | D2636                                    | D2635                                    |
| 西安北        | 兰州局 | 3    | D2632, D2634, D2638                      | D2631, D2633, D2637                      |
| 西安北        | 西安局 | 2    | D2658, D2726                             | D2719, D2693                             |
| 西安北 (临客) | 兰州局 | 1    | D4692                                    | D4691                                    |
| 兰州西 (临客) | 兰州局 | 1    | D9810                                    | D9809                                    |
| 天水南        | 兰州局 | 1    | D8928                                    | D8927                                    |

## 交通、设施配套
设施配套
东站站前广场
旅客服务中心
风雨连廊
公共交通配套
武威东站综合客运枢纽
武威城市公交
| 线路         | 线路详情            | 票价 | 部分途径站点                                                               |
| ------------ | ------------------- | ---- | -------------------------------------------------------------------------- |
| 9路          | 万嘉国际广场-高铁站 | ¥1   | 市博物馆、鸠摩罗什寺、武威东站、区政府、市政府、发放镇、市妇幼保健院       |
| 26路         | 皇台一区北门-高铁站 | ¥1   | 鸠摩罗什寺、植物园、北关市场、武威东站、八中、二十三中                     |
| 28路         | 火车站-高铁站       | ¥1   | 天马湖公园、南城门广场、武威火车站、武威东站、客运中心、妇幼保健院、十五中 |
| 二十四中专线 | 重离子医院-高铁站   | ¥1   | 重离子医院、武威东站、二十四中（2024年6月3日～8月3日停运）                 |